# 15e armée (Japon)
Pour les articles homonymes, voir 15e armée.
La 15e armée (第15軍, Dai-jūgo gun) est une unité de l'armée impériale japonaise basée à Rangoun en Birmanie durant la Seconde Guerre mondiale.

## Histoire
La 15e armée est créée le 9 novembre 1941 sous le contrôle du groupe d'armées expéditionnaire japonais du Sud avec la mission d'envahir la Birmanie. Pour cela, elle commence à se baser en Indochine française, occupée depuis 1940, et a besoin de transiter à travers la Thaïlande. Le 8 décembre 1941, les 33e et 55e divisions débutent l'invasion de la Thaïlande à partir du Cambodge. L'attaque est soutenue pas un débarquement au sud de Bangkok par le 143e régiment d'infanterie. Les combats ne durent que quelques heures avant que le gouvernement thaïlandais concède le droit de passage.
Commandée par le lieutenant-général Shōjirō Iida, la 15e armée envahit la province de Tenasserim, au sud de la Birmanie. Elle se compose des 33e et 55e divisions précédemment citées. Cette division attaque depuis le nord de la Thaïlande, qui a signé un traité d'amitié avec le Japon le 21 décembre 1941. L'armée avance rapidement à travers le sud de la Birmanie, défait les Britanniques et les Indiens de l'armée birmane en plusieurs affrontements et capture la capitale Rangoun le 7 mars 1942. L'armée est renforcée par l'arrivée de troupes libérées après la réussite de la capture de Singapour et avance vers le nord en direction du centre de la Birmanie. Elle défait le corps birman britannique et les forces expéditionnaires chinoises et chasse les Alliés de Birmanie.
Durant la campagne de Birmanie, la 15e armée se constitue en force de garnison, brise l'offensive alliée dans l'Arakan et inflige de lourdes pertes à un raid britannique derrière les lignes japonaises dirigé par le général Orde Charles Wingate.
En 1944, la 15e armée passe sous le contrôle de l'armée régionale japonaise de Birmanie. Le lieutenant-général Iida est rappelé au Japon et Renya Mutaguchi prend le commandement. Il appelle à effectuer une offensive sur l'Inde britannique. L'opération U-Go est ainsi lancée en mars 1944. En raison d'une faible logistique et de la sous-estimation des difficultés par Mutaguchi, la 15e armée est presque décimée à la bataille d'Imphal et la bataille de Kohima.
Mutaguchi, son chef d'État-major, et plusieurs autres officiers sont désavoués après cet échec coûteux, et le lieutenant-général Shihachi Katamura est nommé commandant des forces survivantes. Profitant de la fin de la saison de la mousson, les restes de la 15e armée tentent de déjouer une offensive alliée durant une nouvelle campagne de Birmanie en se repliant derrière le fleuve Irrawaddy. Ses forces sont incapables d'empêcher les troupes britanniques et indiennes d'établir des têtes de pont sur l'autre rive et l'armée est affaiblie par des pertes et l'envoi d'unités vers d'autres fronts. Une fois Mandalay capturée, la 15e armée ne peut que reculer vers le sud, en totale désorganisation et lourdement touchée à la bataille du coude de la Sittang en juillet-août 1945..
Les survivants de la 15e armée sont plus tard absorbés comme unité subsidiaire de la 18e armée régionale. La 15e armée est dissoute dans la province de Lampang au nord de la Thaïlande au moment de la reddition du Japon le 15 août 1945.

## Commandement

### Commandants
|   | Nom                                  | De              | À            |
| - | ------------------------------------ | --------------- | ------------ |
| 1 | Lieutenant-général Shōjirō Iida      | 5 novembre 1941 | 18 mars 1943 |
| 2 | Lieutenant-général Renya Mutaguchi   | 18 mars 1943    | 30 août 1944 |
| 3 | Lieutenant-général Shihachi Katamura | 30 août 1944    | 15 août 1945 |

### Chef d'état-major
|   | Nom                               | De                | À                 |
| - | --------------------------------- | ----------------- | ----------------- |
| 1 | Lieutenant-général Haruki Isayama | 14 novembre 1941  | 1er décembre 1942 |
| 2 | Lieutenant-général Eitaro Naka    | 1er décembre 1942 | 18 mars 1943      |
| 3 | Général Hideyoshi Obata           | 18 mars 1943      | 26 mai 1943       |
| 4 | Lieutenant-général Todai Kunomura | 26 mai 1943       | 22 septembre 1944 |
| 5 | Major-général Gonpachi Yoshida    | 22 septembre 1944 | septembre 1945    |